# 札幌西ショッピングセンター

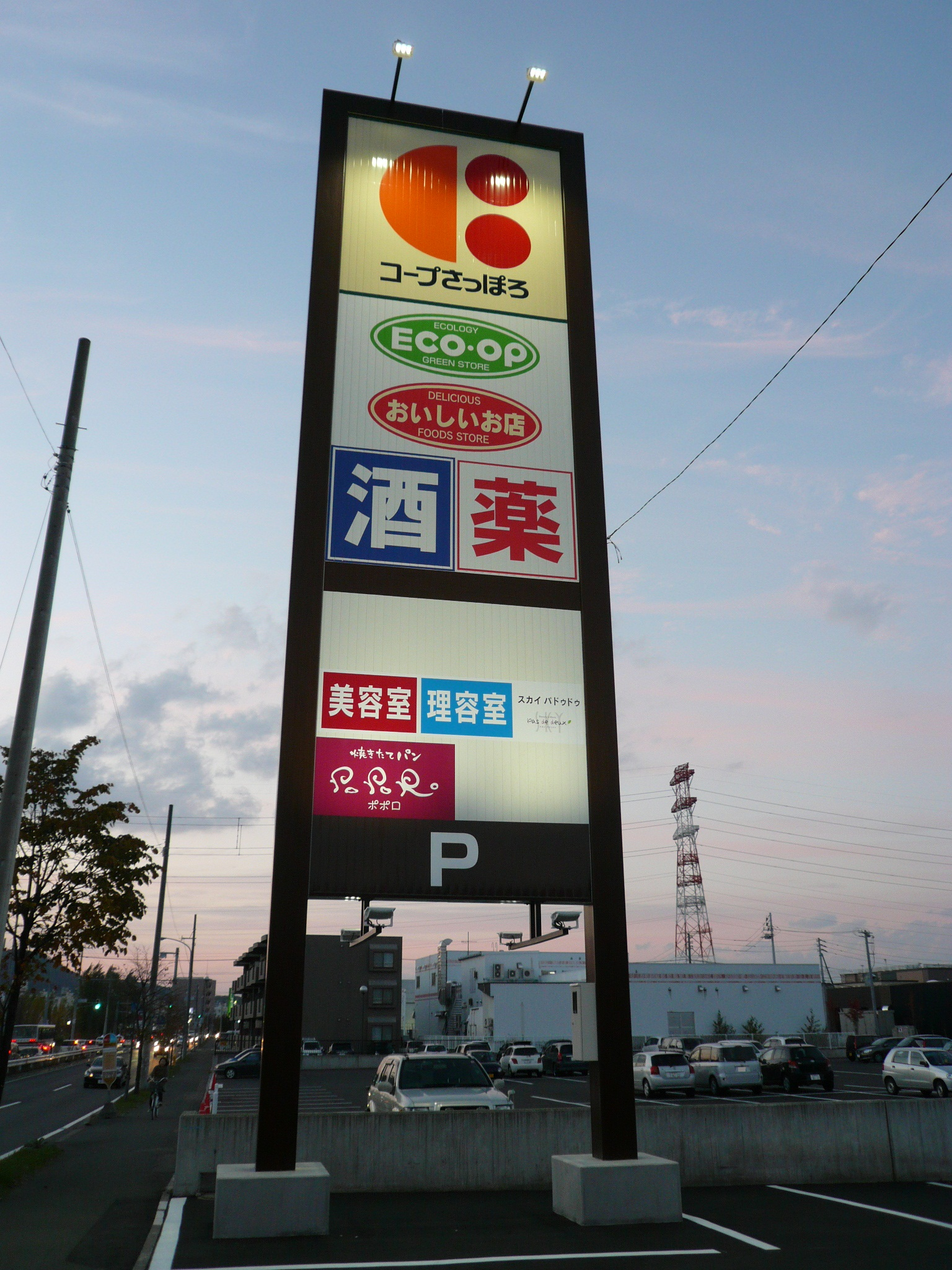
看板（2010年10月）

札幌西ショッピングセンター（さっぽろにしショッピングセンター、英: Sapporo Nishi Shopping Center）は、北海道札幌市手稲区西宮の沢にあるショッピングセンター。核店舗はコープさっぽろ。
コープさっぽろは、日本初の大型木造スーパーマーケットと宣伝している。

## 概要
コープさっぽろ西宮の沢店を核に、店舗2棟、メディカル棟1棟の計4棟でショッピングセンターが構成されている。
- 店舗設置者 - 生活協同組合コープさっぽろ（札幌市西区）[3]、登寿（帯広市）[3]
- 設計者 - 宮坂建設工業[3]
- 建設者 - 清和設計[3]、街制作室共同体[3]
- 構造 - 木造 平屋建[3]
- 工法 - サミットHR工法

コープさっぽろ西宮の沢店
- 延床面積 - 2,999.49m2[3]
- 店舗面積 - 2,065m2[3]

### 特徴
ショッピングセンター最大の特徴は、CO2排出削減をコンセプトとした省エネルギー店舗（ECO・OP）であることである。
- 主要構造部に足寄町産カラマツ集成材を使用[注 1]。
- 店舗屋根に太陽光パネルを設置。
- 照明設備のLED化で消費電力を35%抑制。
- フロン不使用の冷蔵・冷凍ケースを使用。

## 沿革
- 2010年（平成22年）5月21日 - 地鎮祭が行われる[3]。
- 2010年（平成22年）9月23日 - コープさっぽろ西宮の沢店落成記念植樹が行われる。
- 2010年（平成22年）10月1日 - 札幌西ショッピングセンター開業。10月4日までの3日間は9時開店。
- 2010年（平成22年）10月15日 - ザ・ダイソーが開店する。
- 2010年（平成22年）11月 - コープさっぽろ西宮の沢店がセルフレジを設置、木曜日の開店時間を9時から10時に変更。
- 2011年（平成23年） - コープさっぽろ西宮の沢店が2011年度グッドデザイン賞（ユニット11：建築・土木・環境のデザイン、商業・産業用途の建築物・空間分類）を受賞（単体のスーパーマーケットでは初）。受賞企業は清和設計・街製作所共同企業体。[4][5]

## 周辺
- 国道5号（北5条手稲通）
- 北海道道128号札幌北広島環状線（追分通・札幌圏連携道路）
- エルム楽器・エルムホール
- STVハウジングプラザ宮の沢

## 交通機関
路線バス
- ジェイ・アール北海道バス（札樽線）、北海道中央バス（石狩営業所）「西宮の沢4条1丁目」停留所から徒歩1分。

自家用車
- 札樽自動車道札幌西インターチェンジから5分。（小樽方面）
- 札樽自動車道手稲インターチェンジから10分。（札幌方面）